# National Bowl

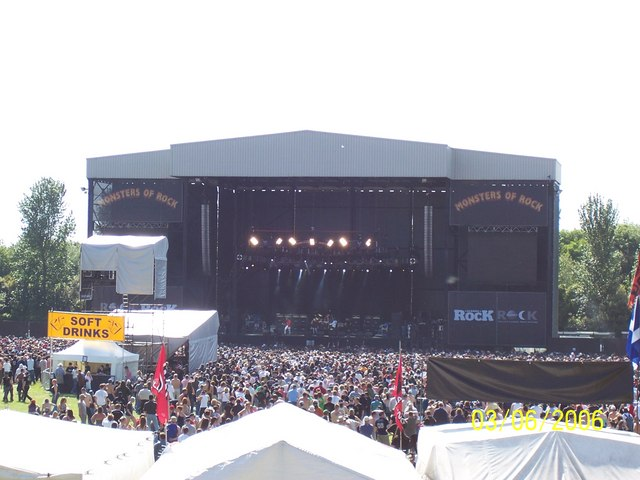
MK Bowl Stage

O Nation Bowl é um local de entretenimento em Milton Keynes, Buckinghamshire, na Inglaterra. O local era um antigo poço de barro (para fabricação de tijolos), preenchido e levantou para formar um anfiteatro com sub-solo escavado por muitos desenvolvimentos novos na área e tem uma capacidade máxima atual de 65 mil pessoas.